# ガネーシャ (小惑星)
ガネーシャ (2415 Ganesa) は、小惑星帯に位置する小惑星。ヘンリー・リー・ギクラスがローウェル天文台で発見した。
ヒンドゥー教の商業の神・学問の神、ガネーシャ （日本の仏教では、歓喜天）に因んで名付けられた。